# Marcus Foligno
Marcus Foligno (nascido em 10 de agosto de 1991) é um jogador americano (naturalizado canadense) de hockey, que atualmente atua no Buffalo Sabres pela National Hockey League (NHL).

Nasceu em Buffalo, New York.